# Nescafé

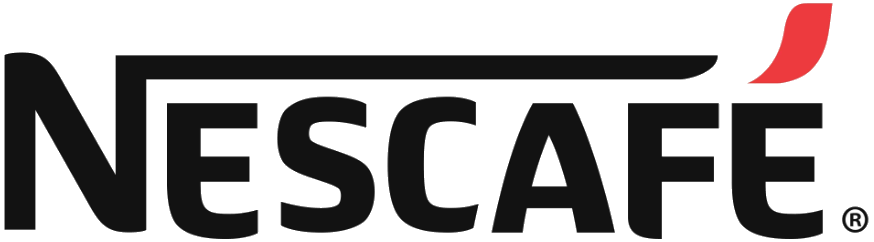
Logo.

Nescafé – marka kaw rozpuszczalnych pochodząca ze Szwajcarii i należąca do Nestlé od roku 1938. Nazwa jest połączeniem dwóch wyrazów: „Nestlé” i „café”. Dostępny na rynku w formie produktów takich jak:
- Nescafé Classic
- Nescafé Excella (dostępna tylko w Japonii)
- Nescafé 3w1
- Nescafé 2w1
- Nescafé Cappucino
- Nescafé Xpress
- Nescafé Espiro
- Nescafé Gold (japońska wersja to Nescafé Gold Blend)
- Nescafé Collection
- Nescafé Decaf
- Nestlé Brite (dostępna tylko w Japonii)